# 가타노촌 (아이치현)
가타노촌(形埜村)은 아이치현 누카타군에 설치되었던 촌이다. 현재의 오카자키시에 해당한다.